# Vicenç Maria Capdevila i Montaner
Vicenç Maria Capdevila i Montaner (Barcelona, Barcelonès, 30 de desembre de 1924 - Girona, Gironès, 10 de juliol de 2016), va ser un sacerdot català. Era fill de la professora i bibliotecària Carme Montaner i Serra i del filòsof, escriptor i periodista Josep Maria Capdevila i Balanzó.
Tot just acabada la Guerra Civil espanyola va cursar el batxillerat a l'Institut Menéndez i Pelayo de Barcelona entre 1939 i 1943. Posteriorment es va llicenciar en Dret Civil a la Universitat de Barcelona (1943-1948). Aquell mateix any entra al Seminari Conciliar de Barcelona per a iniciar els seus estudis en Teologia, que s'allarguen fins al 1950, i que tot seguit completa al Seminari de Girona entre 1951 i 1955. Un cop finalitzada la seva formació en Teologia, el 10 de juliol de 1955 va ser ordenat prevere pel llavors bisbe Josep Cartañà i Inglés, en un ofici celebrat a l'església parroquial de Sant Josep de Girona, i essent destinat com a vicari a Sant Feliu de Guíxols. Continuà amb els seus estudis a la Pontificia Universitat Gregoriana, on entre el 1956 i 1957 es va llicenciar en Teologia. A la mateixa universitat romana, l'any 1962 va obtenir el doctorat amb la tesi El amor natural en su relación con la caridad según la doctrina de Santo Tomás, defensada el 6 de febrer i dirigida per Charles Boyer.
Entre 1959 i 1995, any de la seva jubilació, Capdevila i Montaner també exercí de professor en diferents institucions. Fins al 1990, impartí docència al Seminari de Girona. I a partir del 1967 fou també professor de la Facultat de Teologia de Catalunya. A partir de 1988 fou també professor de Teologia dogmàtica de l'Institut de Teologia de Girona. Entre 1996 i 2008 ho fou també de l'Institut Superior de Ciències Religioses de Girona. Del 1979 al 1983 fou també censor. El 1981 fou nomenat canonge del Capítol de la Catedral de Girona, éssent canonge emèrit a partir del 2002.

## Obres
- Capdevila i Montaner, Vicenç Maria. El amor natural en su relación con la caridad según la doctrina de Santo Tomás (en castellà).  Girona: Impremta Masó, 1964. OCLC 1043413595.
- Capdevila i Montaner, Vicenç Maria. Dos estudis sobre la Fe.  Barcelona: Balmesiana ; Facultat de Teologia de Barcelona, 1973.
- Capdevila i Montaner, Vicenç Maria. Liberación y divinización del hombre : teología de la Gracia (en castellà).  Salamanca: Secretariado Trinitario, 1984-1994. ISBN 848537651X (v.1), 8488643152 (v.2). OCLC 803135068.